# پارک ملی حفره‌های کارلزبد
پارک ملی حفره‌های کارلزبد (به انگلیسی: Carlsbad Caverns National Park) یک پارک ملی در ایالت نیومکزیکو در آمریکا است.
مساحت این پارک ۱۹۰ کیلومتر مربع است و در جنوب شرقی ایالت قرار دارد.
شهرت پارک بیشتر بخاطر غار زیر زمینی مشهور آن است، که ۴۴ کیلومتر طول دارد.
۱۶ گونه خفاش در این غار زندگی می‌کنند. اکثریت این خفاش‌ها در قرن بیستم توسط استفاده بیرویه از DDT از بین رفتند.
این پارک یک میراث جهانی یونسکو در آمریکا می‌باشد.